# 鮑道明
鮑道明（1503年—1568年），字行之，號三峯先生，直隸徽州府歙縣（今安徽省歙縣）人，民籍，明朝政治人物。嘉靖戊戌進士，官至南京戶部尚書。

## 生平
弘治十六年（1503年）生。嘉靖十三年（1534年）甲午科應天府鄉試第四名舉人。嘉靖十七年（1538年）戊戌科三甲進士。授行人，二十一年十一月选授戶科給事中，二十四年五月升兵科右，二十五年四月升本科左，九月升刑科都給事中。二十七年十月外任江西布政使司右参政，遷浙江按察使，三十四年三月升四川右布政使，轉雲南左布政使，三十七年九月晉應天府尹，轉都察院右副都御史，巡撫貴州。四十年六月升南京大理寺卿，不久進戶部左侍郎。四十一年十月官至南京戶部尚書，不久因病致仕。隆慶二年（1568年）卒於家。

## 家族
曾祖父鮑顯；祖父鮑文蘇；父親鮑榮芳，封兵科右给事中。母汪氏，封孺人。具庆下。